# جردن بیکر (بازیکن فوتبال)
جردن بیکر (انگلیسی: Jordan Baker؛ زادهٔ ۱ نوامبر ۱۹۹۶) بازیکن فوتبال اهل استرالیا است.
وی همچنین در تیم ملی فوتبال Australia U-20 بازی کرده‌است.